# Roger Bésus
Roger Bésus, né le 18 janvier 1915 à Bayeux et mort le 17 février 1994 à Rouen, est un écrivain et sculpteur français.

## Biographie
Roger Bésus passe son enfance et adolescence au Havre. Il ajoute à son activité professionnelle d’ingénieur des Travaux Publics d’État, d’abord celle de romancier, puis celle de sculpteur.

### Le romancier
De 1947 à 1971, il publie dix-huit romans. Son œuvre romanesque a été comparée par Albert Béguin à celle de Georges Bernanos ; elle pourrait aussi être rapprochée de celle de William Faulkner : personnages typiques d’une classe sociale et d’une époque bien précises dont l’analyse est souvent poussée à l’extrême par des dialogues cruels ou par un impitoyable monologue intérieur. Lui-même se réclamait de Dostoïevski « par ma manière, écrit-il le 10 avril 1970, d’aller aux êtres, de les cerner en leurs contradictions ».
Comme Faulkner ou Balzac, il a l’ambition de peindre une société totale. Préfaçant - une fois n’est pas coutume - son douzième roman, Pour l’Amour, il indique clairement son but : « La fin, ici comme dans la vie, c’est la totalité. Totalité de l’être, dans la totalité du monde. Point d’entreprise romanesque digne de ce nom qui ne tente de créer les deux ». Roger Bésus, notait alors Jacques Vier, « construit à coups de hache des communautés spirituelles dont les membres jurent d’abord de se voir assemblés. Avec ou sans l’Église, sinon contre elle, on le voit occupé à tirer un corps mystique des plus étranges rapprochements ».

### Le sculpteur
En 1977, Roger Bésus cesse de publier et se découvre une seconde vocation à laquelle il se donne avec le même sérieux et la même ardeur, tout en continuant de tenir régulièrement son journal. C’est une nouvelle vie. Déjà, en avril 1975, il écrivait : « ma passion pour la sculpture croit à un point inimaginable. Je me sens sculpteur… » Il s’engagea immédiatement dans la voie de la sculpture figurative, alors tombée en défaveur au profit des compressions d’un César Baldaccini ou des empilements d’un Arman, en un mot de ce qu’il nomme « l’anti-sculpture », non sans ajouter « qu’au fond, on ne peut s’empêcher de se dire que ce qu’on crée aujourd’hui, il ne s’agit pas de le comparer à ce qui se crée dans le moment même alentour, il s’agit de l’introduire dans la lignée des œuvres de tous les temps ».
Dans sa maison de Bierville dont il a transformé une partie en atelier, « il entre en sculpture, s’engageant dans cette nouvelle carrière comme s’il disposait de l’éternité », écrit son amie et exécutrice testamentaire Evelyne Le Corronc, et les œuvres vont se succéder rapidement : bustes de Christian Dédeyan, de Louis Leprince-Ringuet (1979), de Paul-Émile Victor (qui sera déposé à la base antarctique Dumont d'Urville en Terre Adélie), du colonel Rémy (1981), Mgr Ducaud-Bourget (placé dans l'église Saint-Nicolas-du-Chardonnet), La Varende (1987), Mgr Lefebvre et bien d’autres.
« Sa sensibilité d'écrivain, remarquait le critique d’art André Ruellan après sa mort, se reporta sur les bustes et les corps dont il capta les expressions et dont il exprima la beauté sans se soucier des modes ou des tendances, mais avec l'honnêteté d'un homme de bien et d'intelligence ».
Roger Bésus est mort à Rouen le 17 février 1994. Sur sa tombe, au cimetière de l'Ouest à Bayeux, ont été placés, à sa demande, son autoportrait et l'œuvre qu’il avait intitulée Celle qui ne peut oublier.

### Le journal
Son Journal - dont il avait d’ailleurs préparé lui-même l’édition - a été publié après sa mort. De 1999 à 2006, sept volumes sont déjà parus, couvrant la période 1958-1972, auxquels est venu s’ajouter, en 2005, le Journal d’un sculpteur. C’est dire que ce Journal forme déjà une somme importante. Les titres choisis - comme À Contre-Courant (1962-1964) ou Exil (1964-1966). - parlent souvent d’eux-mêmes. De plus en plus, Bésus s’enfermera dans un travail solitaire, « noircissant des milliers de pages sans se soucier de savoir s’il aura encore des lecteurs » et dénonçant « le pourrissement d’un monde sans âme, d’une humanité sans amour ». Deux nouveaux volumes de son Journal ont été publiés récemment : La Certitude de vaincre (Journal 1972-73) et L'Amour refusé (Journal 1973-1974). Fin 2009 : parution du 10e volume du journal La Vie justifiée" (journal 1975-1977). Le lecteur y retrouve ses amitiés et ses admirations : le peintre Michel Ciry, le compositeur Alfred Desenclos, le critique littéraire Jacques Vier, Renée Benoît, la sœur du romancier, Marcel Clément, Jean Guitton, le poète Charles Le Quintrec ou le balzacien Philippe Bertault à qui, en 1957, il dédie Les Abandonnés, son cinquième roman, et bien d’autres. Il faudrait parler aussi de ses détestations, à commencer par Jean-Paul Sartre et Simone de Beauvoir ; Marx et le marxisme - « ne pourrait-on dire, note-t-il le 4 juin 1970, que Proudhon est à Marx ce qu’est l’homme libre au robot ? » ; le père Teilhard de Chardin et ses épigones ; Edgar Faure, le « fossoyeur de l’éducation ». On y découvrira aussi sa grande sensibilité aux êtres, aux objets, à la nature, à sa Normandie natale, comme lorsqu’il décrit la naissance du jour ou celle du printemps… Fin 2010 : parution du 11e (et dernier) volume du Journal L'Offrande" (journal 1977-1983).

### Le collectionneur
Roger Bésus possédait une collection d'œuvres d'artistes peintres et graveurs qu'il a pour la plupart côtoyés et où l'on relève les noms de Léonard Bordes, Jean Bréant, Henry E. Burel, Michel Ciry, Marcel Cramoysan, Pierre Dumont, Pierre Duteurtre, Maurice Louvrier, Maximilien Luce, Raymond Quibel, Gaston Sébire, Léon Suzanne, Maurice Vaumousse, Jacques Villon.

## Œuvres littéraires
Romans
- Un homme pour rien, Arc-en-ciel, 1947
- Le Refus, Le Seuil, 1952
- Cet homme qui vous aimait, Le Seuil, 1953
- Louis Brancourt, Le Seuil, 1955
- Le Scandale, La Table Ronde, 1956
- Les Abandonnés, La Table Ronde, 1957
- Par un autre chemin, Vitte, 1959
- La Vie au sérieux, Albin Michel, 1961 (titre initialement envisagé : le jeune homme qui n'était pas d'ici)
- Un témoin, Albin Michel, 1962
- Ceux qui aiment, Albin Michel, 1963
- Paris-le-Monde, Albin Michel, 1964
- Pour l’Amour, Albin Michel, 1966
- La Couleur du gris, Plon, 1967 (transposé au théâtre pour la radio sous le titre Le Gâchis)
- Le Maître, Plon, 1968
- Comprenne qui pourra, Plon, 1969
- France-Dernière, Plon, 1971
- L’Unique Semence, Plon, 1973
- Pourquoi pas ?, Plon, 1974

Théâtre
- Savonarole (ou que meurent les témoins), Le Seuil, 1954

Essai
- Léonard Bordes - Quarante ans de peinture, Éditions de la Galerie Menuisement, Rouen, 1953
- Barbey d'Aurevilly, Éditions Universitaires, 1957

Journal
- La Porte du Large (Journal, 1958- 1959), éditions Bertout, Luneray, 1999
- Un feu d’une seule flamme (Journal, 1959-1962), éditions Bertout, Luneray, 2001
- À contre-courant (Journal, 1962-1964), éditions Bertout, Luneray, 2003
- Exil (Journal, 1964- 1966), éditions Bertout, Luneray, 2004
- L'Autre Rive (Journal, 1966-1968), éditions Bertout, Luneray, 2004
- Journal d’un sculpteur, 1974-1993, éditions Bertout, Luneray, 2005
- Les visionnaires ne meurent jamais (Journal, 1968-1970), éditions Bertout, Luneray, 2005
- Un fragment d'éternité (Journal 1970-1972), éditions Bertout, Luneray, 2006
- La Certitude de vaincre (Journal 1972-1973), éditions Page de Garde, Elbeuf, décembre 2007
- L'Amour refusé (Journal 1973-1974), éditions Foliotage, décembre 2008
- La Vie justifiée (Journal 1975-1977), éditions Foliotage, décembre 2009
- L'Offrande (Journal 1977-1983), éditions Foliotage, décembre 2010

Articles
Série d'articles consacrés à des sculpteurs contemporains dans la Revue universelle des faits et des idées. Celui qu'il a consacré au sculpteur Claude Bouscau a été reproduit avec son accord dans le livre Claude Bouscau : sculptures (Association des Amis de Claude Bouscau, 1986).

## Prix
- Grand prix de littérature de la SGDL 1972.
- Prix Renaissance des arts 1980[3].